# Wallace Broecker
Wallace Smith Broecker (Chicago, 29 novembre 1931 – New York, 18 febbraio 2019) è stato un climatologo e geologo statunitense.

## Biografia
Nel 1953 Broecker si laureò in Fisica al Columbia College, e cinque anni dopo, alla Columbia University conseguì il dottorato in Geologia. Entrò a far parte della facoltà l'anno successivo, e dopo una carriera di ricercatore nel 1977 divenne anche Professore di Scienze Ambientali presso il Lamont-Doherty Earth Observatory (LDEO).

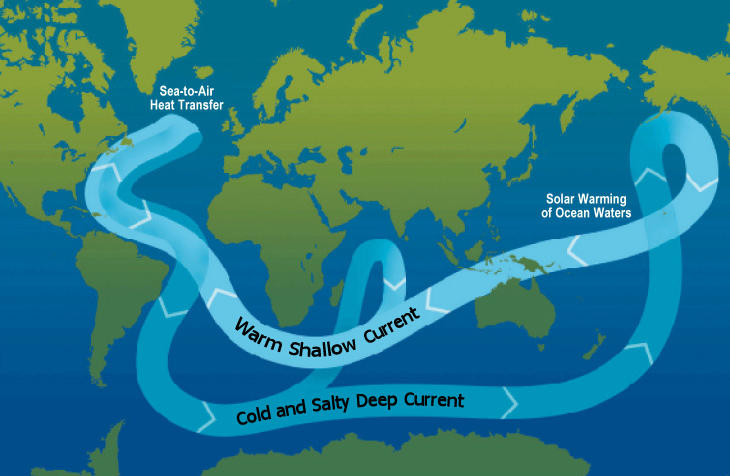
Il “nastro” delle correnti oceaniche

Già da giovane ricercatore al Lamont-Doherty fin dagli anni in cui frequentava l'università, Broecker si concentrò sullo studio dell'uso del carbonio-14 nell'osservazione dei processi geologici e oceanografici. Queste analisi, che includono gli esami in sedimenti marini e nei ghiacci polari, lo fecero approdare alle motivazioni dei cambiamenti climatici e del ruolo che gli oceani svolgono in questi mutamenti. I traccianti geochimici usati e l'impiego dei radioisotopi permisero la descrizione sotto il profilo chimico, fisico e biologico del ruolo e delle forme che l'anidride carbonica assume nei mari. Negli anni ottanta, per spiegare i repentini cambiamenti del clima, Broecker suggerì di affiancare alle modificazioni nell'orbita di rivoluzione terrestre attorno al Sole l'idea di un “conveyor belt”, un “nastro trasportatore” costituito da correnti marine che, muovendosi per il pianeta, trascinano con sé masse di calore. Le sue attività non si sono limitate all'analisi teorica in laboratorio; come studioso ha considerato l'importanza della ricerca sul campo, prendendo parte a spedizioni scientifiche in tutto il mondo – alle Bahamas, in Canada, in California, alle Barbados, in Groenlandia, negli oceani Atlantico e Pacifico.
Lo scienziato ha avuto un ruolo attivo nella teoria del riscaldamento globale, indicando come fattori di squilibrio i gas – in particolare l'anidride carbonica – rilasciati dalle attività umane che contribuiscono pesantemente all'effetto serra e al conseguente riscaldamento del Pianeta, e facendo su queste tematiche un'ampia divulgazione scientifica sulla stampa e nelle sedi istituzionali. Saggista prolifico autore di più di 400 articoli scientifici e di parecchi libri, fu il primo scienziato a usare e rendere popolare il termine “riscaldamento globale”, apparso in un articolo risalente all'agosto del 1975. Per ovviare a questa situazione, assieme ad altri studiosi del problema ha proposto di imprigionare l'anidride carbonica emessa nell'aria e immagazzinarla sotto terra (esperimenti di questo tipo sono condotti in Norvegia e Islanda), oppure sotto il mare, trovando però l'opposizione di Greenpeace e di altre organizzazioni ambientalistiche. Nel 2002 fu contattato dall'industriale Gary C. Comer incuriosito dal ritiro dei ghiacci al Polo Nord; e nel 2009, a seguito di una generosa donazione dell'imprenditore, è stato inaugurato un centro di ricerca sulle variazioni climatiche.
Nonostante le critiche rivoltegli in patria dove si tende a negare il fenomeno del riscaldamento globale, Broecker rimane un'autorità nel suo campo. È membro della National Academy of Sciences, della American Academy of Arts and Sciences e delle Geophysical Unions americana e inglese. Nel 2007 la Royal Society di Londra lo ha incluso fra i suoi membri, dando modo allo studioso di affiancare il proprio nome a quello di Isaac Newton. Premiato dal presidente Clinton nel 1996 per i suoi contributi alla comprensione dei fenomeni di cambiamento nei mari e nell'atmosfera, ha ricevuto un elevato numero di riconoscimenti per l'attività scientifica e per i risultati ottenuti nelle sue ricerche. Fra di essi, il Vetlesen Prize, che nel campo delle scienze geologiche corrisponde al premio Nobel. Il volume autobiografico The Carbon Cycle and Climate Change: Memoirs of My 60 Years in Science ripercorre il suo itinerario nel campo della ricerca e della scienza.

## Premi e riconoscimenti
- 1996: Premio Blue Planet[4]
- Dal 2020 Broecker è ricordato con una targa al Giardino dei Giusti di Milano.

## Opere scelte
- 1960 - Natural Radiocarbon in the Atlantic Ocean (con altri)
- 1963 - The Vertical Distribution of Cesium 137 and Strontium 90 in the Oceans (con Gregory G. Rocco)
- 1965 - Atmospheric Carbon Dioxide (Harvard University Center for Population Studies. Contribution)
- 1966 - Glacial Rebound and the Deformation of the Shorelines of Proglacial Lakes
- 1966 - Calcium Carbonate Precipitation on the Bahama Banks (con Taro Takahashi)
- 1966 - Radioisotopes and the Rate of Mixing Across the Main Thermoclines of the Ocean
- 1967 - Rates of Sedimentation - in the Arctic Ocean (con The Lung Ku)
- 1970 - Interchange of Water Between the Major Oceans (Pamphlet, con Yuan-Hui Li)
- 1971 - Chemical Equilibria in the Earth (con Virginia M. Oversby)
- 1974 - Chemical Oceanography
- 1981 - GEOSECS Pacific Expedition, Vol. 4: Sections and Profiles (con Derek Spencer e Harmon Craig)
- 1982 - Tracers in the Sea
- 1982 - GEOSECS Indian Ocean Expedition: Volume 6, Sections and Profiles (con Derek Spencer, Ray F. Weiss e Harmon Craig)
- 1982 - Pacific Expedition: Hydrographic data 1973-1974
- 1983 - GEOSECS Atlantic Expedition: Volume 1, Hydrographic Data, 1972-1973 (con Derek Spencer e Harmon Craig)
- 1983 - GEOSECS Indian Ocean Expedition: Volume 5, Hydrographic Data, 1977-1978 (con Derek Spencer e Harmon Craig)
- 1985 - Reconstruction of Past Atmospheric CO2 Contents from the Chemistry of the Contemporary Ocean: An Evaluation
- 1986 - Real Time Monitoring of Radon as an Earthquake Precursor in Iceland: Final Technical Report
- 1986 - Atmospheric, Climatic and Environmental Research Semi-annual Progress Report for the Period Oct. 1, 1985 to Sep. 30, 1986
- 1988 - The Future of Mono Lake - Report of the Community and Organization Research Inst (con altri)
- 1993 - Greenhouse Puzzles
- 1995 - Labor Erde: Bausteine für einen lebenfreundlichen Planeten (con altri, ed. tedesca)
- 1998 - How to Build a Habitable Planet
- 1999 - Lamont Doherty Earth Observatory of Columbia University Twelve Perspectives on the First Fifty Years 1949-1999 (con altri)
- 2002 - The Glacial World According to Wally
- 2008 - Fixing Climate: The Story of Climate Science (UK)
- 2009 - Fixing Climate: What Past Climate Changes Reveal about the Current Threat - And How to Counter It
- 2010 - Fixing Climate (con Robert Kunzig)
- 2012 - The Last Deglaciation: Absolute and Radiocarbon Chronologies[5]